# 아니리
아니리는 판소리 창자(唱者)가 한 대목의 소리에서 다른 대목으로 넘어가기 전에 일정한 장단이 없이 자유리듬(free rhythm)으로 사설을 엮어가는 행위이다. 
사설을 엮어가는 방법에 따라서 보통 말하듯 엮어가는 말조 아니리와 소리하는 식으로 엮어가는 소리조 아니리로 구분되지만 말조 아니리가 주로 쓰인다. 모두가 서양 오페라의 레시타티브나 오페라부파의 스피치와 비교될 수 있다. 아니리의 구실은 판소리 연주에서 소리 못지않게 중요한데, 그 이유는 가수가 다음에 계속될 극적인 장면이나 효과를 설명할 수 있고, 또 아니리 부분에서 노래 후에 잠시 휴식을 취할 수도 있기 때문이다. 대체로 아니리의 사설은 산문체로 되었고, 말 끝은 '…하는듸'로 되었다. 소리에 뛰어나지 못한 판소리 광대는 아니리에서 재담을 잘 늘어놓아 관중의 인기를 얻었다고 한다. 다음의 실례는 《춘향가》의 일부를 인용한 것이다. 
| “ | 도련님 물러나와 내아로 들어가니(중략) 저녁을 재촉하여 한술을 뜬둥만동허고 할 일 없이 춘향집에 이별차로 나가는듸(늦은중모리)：왼갖생각 두루헌다. 점잖으신 도련님이 대로변으로 나가면서 울음 울 리가 없지마는 옛일을 생각허니(이하 생략) | ” |

아니리는 대목 대목을 연결하는 서술형과 실제 장면을 연출하는 연극형으로 쓰이는데 아니리를 주로 하는 '아니리 광대'는 연극형 아니리를 많이 쓴다. 서술형 아니리는 반 낭송조를 쓰며 연극형 아니리는 낭송조와 구어조(口語調)를 섞어 쓴다. 소리를 주로 하는 '소리 광대'는 아니리를 많이 쓰지 않는다. 명창 정정렬·김정문 등이 아니리에 능하였다. 